# Superbike-Weltmeisterschaft 1993
Die Superbike-WM-Saison 1993 war die sechste in der Geschichte der FIM-Superbike-Weltmeisterschaft. Bei 13 Veranstaltungen wurden 26 Rennen ausgetragen.

## Punkteverteilung
| Punktewertung | Punktewertung | Punktewertung | Punktewertung | Punktewertung | Punktewertung | Punktewertung | Punktewertung | Punktewertung | Punktewertung | Punktewertung | Punktewertung | Punktewertung | Punktewertung | Punktewertung | Punktewertung |
| ------------- | ------------- | ------------- | ------------- | ------------- | ------------- | ------------- | ------------- | ------------- | ------------- | ------------- | ------------- | ------------- | ------------- | ------------- | ------------- |
| Platz         | 1             | 2             | 3             | 4             | 5             | 6             | 7             | 8             | 9             | 10            | 11            | 12            | 13            | 14            | 15            |
| Punkte        | 20            | 17            | 15            | 13            | 11            | 10            | 9             | 8             | 7             | 6             | 5             | 4             | 3             | 2             | 1             |

In die Wertung kamen alle erzielten Resultate.

## Wissenswertes
- Scott Russell konnte sich seinen einzigen Superbike-WM-Titel sichern, gleichzeitig war es der erste für Kawasaki in der Geschichte der WM.
- Bei den elf in Europa ausgetragenen Läufen wurde gleichzeitig die Superbike-Europameisterschaft ausgefahren. Die in die EM eingeschriebenen Fahrer erhielten, neben den WM-Punkten, auch Zähler für die EM. Europameister wurde der Brite Terry Rymer auf Yamaha vor Christer Lindholm und Mauro Lucchiari.
- Der zweite Lauf in Österreich wurde wegen starken Regens abgebrochen und nicht wieder gestartet, die Punkte wurde halbiert.
- Ursprünglich war noch ein 14. Lauf in Mexiko geplant, der aber abgesagt wurde.
- In Deutschland, Österreich, Tschechien und Schweden wurde zusätzlich ein Lauf zur Gespann-Klasse der Motorrad-Weltmeisterschaft ausgetragen.

## Rennergebnisse
|    | Datum  | Rennen         | Strecke        | Pole-Position     | Lauf | Platz 1           | Platz 2              | Platz 3              | Schn. Rennrunde   |
| -- | ------ | -------------- | -------------- | ----------------- | ---- | ----------------- | -------------------- | -------------------- | ----------------- |
| 1  | 09.04. | Irland         | Brands Hatch   | Scott Russell     | 1    | Giancarlo Falappa | Scott Russell        | Brian Morrison       | Giancarlo Falappa |
| 1  | 09.04. | Irland         | Brands Hatch   | Scott Russell     | 2    | Giancarlo Falappa | Scott Russell        | Fabrizio Pirovano    | Giancarlo Falappa |
| 2  | 09.05. | Deutschland    | Hockenheim     | Scott Russell     | 1    | Giancarlo Falappa | Fabrizio Pirovano    | Carl Fogarty         | Giancarlo Falappa |
| 2  | 09.05. | Deutschland    | Hockenheim     | Scott Russell     | 2    | Scott Russell     | Joan Garriga         | Giancarlo Falappa    | Aaron Slight      |
| 3  | 29.05. | Spanien        | Albacete       | Aaron Slight      | 1    | Carl Fogarty      | Aaron Slight         | Piergiorgio Bontempi | Aaron Slight      |
| 3  | 29.05. | Spanien        | Albacete       | Aaron Slight      | 2    | Carl Fogarty      | Scott Russell        | Aaron Slight         | Carl Fogarty      |
| 4  | 27.06. | San Marino     | Misano         | Giancarlo Falappa | 1    | Giancarlo Falappa | Mauro Lucchiari      | Fabrizio Pirovano    | Giancarlo Falappa |
| 4  | 27.06. | San Marino     | Misano         | Giancarlo Falappa | 2    | Giancarlo Falappa | Scott Russell        | Carl Fogarty         | Giancarlo Falappa |
| 5  | 11.07. | Österreich     | Österreichring | Scott Russell     | 1    | Andreas Meklau    | Aaron Slight         | Scott Russell        | Andreas Meklau    |
| 5  | 11.07. | Österreich     | Österreichring | Scott Russell     | 2    | Giancarlo Falappa | Fred Merkel          | Andreas Meklau       | Giancarlo Falappa |
| 6  | 18.07. | Tschechien     | Brünn          | Carl Fogarty      | 1    | Carl Fogarty      | Scott Russell        | Aaron Slight         | Carl Fogarty      |
| 6  | 18.07. | Tschechien     | Brünn          | Carl Fogarty      | 2    | Scott Russell     | Carl Fogarty         | Stéphane Mertens     | Carl Fogarty      |
| 7  | 08.08. | Schweden       | Anderstorp     | Carl Fogarty      | 1    | Carl Fogarty      | Giancarlo Falappa    | Fabrizio Pirovano    | Carl Fogarty      |
| 7  | 08.08. | Schweden       | Anderstorp     | Carl Fogarty      | 2    | Carl Fogarty      | Scott Russell        | Giancarlo Falappa    | Carl Fogarty      |
| 8  | 22.08. | Malaysia       | Johor          | Carl Fogarty      | 1    | Carl Fogarty      | Scott Russell        | Fabrizio Pirovano    | Carl Fogarty      |
| 8  | 22.08. | Malaysia       | Johor          | Carl Fogarty      | 2    | Carl Fogarty      | Scott Russell        | Fabrizio Pirovano    | Scott Russell     |
| 9  | 28.08. | Japan          | Sugo           | Carl Fogarty      | 1    | Carl Fogarty      | Keiichi Kitagawa     | Shōichi Tsukamoto    | Keiichi Kitagawa  |
| 9  | 28.08. | Japan          | Sugo           | Carl Fogarty      | 2    | Scott Russell     | Keiichi Kitagawa     | Shōichi Tsukamoto    | Carl Fogarty      |
| 10 | 12.09. | Niederlande    | Assen          | Carl Fogarty      | 1    | Carl Fogarty      | Scott Russell        | Aaron Slight         | Scott Russell     |
| 10 | 12.09. | Niederlande    | Assen          | Carl Fogarty      | 2    | Carl Fogarty      | Scott Russell        | Stéphane Mertens     | Carl Fogarty      |
| 11 | 26.09. | Italien        | Monza          | Scott Russell     | 1    | Aaron Slight      | Scott Russell        | Fabrizio Pirovano    | Giancarlo Falappa |
| 11 | 26.09. | Italien        | Monza          | Scott Russell     | 2    | Giancarlo Falappa | Aaron Slight         | Fabrizio Pirovano    | Fabrizio Pirovano |
| 12 | 03.10. | Großbritannien | Donington      | Carl Fogarty      | 1    | Scott Russell     | Carl Fogarty         | Aaron Slight         | Carl Fogarty      |
| 12 | 03.10. | Großbritannien | Donington      | Carl Fogarty      | 2    | Scott Russell     | Aaron Slight         | Jamie Whitham        | Scott Russell     |
| 13 | 17.10. | Portugal       | Estoril        | Aaron Slight      | 1    | Fabrizio Pirovano | Piergiorgio Bontempi | Aaron Slight         | Simon Crafar      |
| 13 | 17.10. | Portugal       | Estoril        | Aaron Slight      | 2    | Carl Fogarty      | Scott Russell        | Fabrizio Pirovano    | Carl Fogarty      |

## Fahrerwertung
| 1  | Scott Russell        | Kawasaki        | Team Kawasaki - Muzzy                    | 378,5 |
| 2  | Carl Fogarty         | Ducati          | Team Raymond Roche Ducati                | 349,5 |
| 3  | Aaron Slight         | Kawasaki        | Team Kawasaki - Muzzy                    | 316   |
| 4  | Fabrizio Pirovano    | Yamaha          | Team Yamaha-BYRD                         | 290   |
| 5  | Giancarlo Falappa    | Ducati          | Team Raymond Roche Ducati                | 255   |
| 6  | Piergiorgio Bontempi | Kawasaki        | Team Kawasaki Italy-Bertocchi            | 184,5 |
| 7  | Stéphane Mertens     | Ducati          | Team Ducati Grottini                     | 172   |
| 8  | Terry Rymer          | Yamaha          | Pepsi - Galp Racing Team                 | 116   |
| 9  | Christer Lindholm    | Yamaha          | Team Akerströms Yamaha Sweden            | 102   |
| 10 | Mauro Lucchiari      | Ducati          | Team Ducati Grottini                     | 94,5  |
| 11 | Fred Merkel          | Yamaha / Ducati | Team Yamaha-BYRD / Team Red Devil Racing | 91,5  |
| 12 | Joan Garriga         | Ducati          | Team Ducati Grottini                     | 71    |
| 13 | Brian Morrison       | Kawasaki        | Team Green Silkolene                     | 66    |
| 14 | Jeffrey de Vries     | Yamaha          | Team Pepsi Yamaha Henk de Vries          | 63,5  |
|    | Andreas Meklau       | Ducati          | Team Ducati Schnyder - DNL               | 63,5  |
| 16 | Jamie Whitham        | Yamaha          | Fast Orange Yamaha                       | 58    |
| 17 | Fabrizio Furlan      | Kawasaki        | Velemotor 2000 Bikequipe                 | 49    |
| 18 | Adrien Morillas      | Kawasaki        | Kawasaki France                          | 43    |
| 19 | Andreas Hofmann      | Kawasaki        | Team Green Kawasaki Motoren              | 40    |
| 20 | Keiichi Kitagawa     | Kawasaki        | K.R.T                                    | 34    |
| 21 | Simon Crafar         | Ducati          | Team Raymond Roche Ducati                | 32    |
| 22 | Trip Nobles          | Honda           | Team Rumi                                | 31    |
| 23 | Jean-Marc Delétang   | Yamaha          | Mecasport-Tecmas                         | 31    |
| 24 | Shōichi Tsukamoto    | Kawasaki        | K.R.T                                    | 30    |
| 25 | Ernst Gschwender     | Ducati          | Team Green Kawasaki Motoren              | 23    |
|    | Baldassarre Monti    | Ducati / Yamaha | Team Red Devil Racing / Team Yamaha-BYRD | 23    |
| 27 | Dominique Sarron     | Yamaha          | Mecasport-Tecmas                         | 20    |
| 28 | Hervé Moineau        | Suzuki          | Suzuki-Castrol Racing Team               | 19    |
| 29 | Aldeo Presciutti     | Ducati          | Team Red Devil Racing                    | 18    |
| 30 | Edwin Weibel         | Ducati          |                                          | 17    |

| 31 | Daniel Amatriaín     | Ducati   | 16   |
| 32 | Toshiyuki Arakaki    | Yamaha   | 15   |
| 33 | Marcel Ernst         | Kawasaki | 14,5 |
| 34 | Niall Mackenzie      | Ducati   | 13   |
| 35 | Denis Bonoris        | Kawasaki | 11   |
|    | Valerio Destefanis   | Yamaha   | 11   |
|    | Christian Lavieille  | Honda    | 11   |
|    | Alex Vieira          | Yamaha   | 11   |
| 39 | David Jefferies      | Yamaha   | 9    |
|    | Roger Kellenberger   | Yamaha   | 9    |
|    | Rob Phillis          | Kawasaki | 9    |
| 42 | Mark Farmer          | Kawasaki | 8    |
|    | Rob McElnea          | Yamaha   | 8    |
|    | Shoji Miyazaki       |          | 8    |
|    | Makoto Suzuki        | Ducati   | 8    |
| 46 | Árpád Harmati        | Yamaha   | 7    |
| 47 | Benn Archibald       | Yamaha   | 6    |
|    | Shin’ichiro Imai     | Kawasaki | 6    |
|    | Jeremy McWilliams    | Ducati   | 6    |
|    | Bernhard Schick      | Ducati   | 6    |
| 51 | Michael Liedl        | Kawasaki | 5    |
|    | Matt Llewellyn       | Kawasaki | 5    |
|    | Udo Mark             | Yamaha   | 5    |
| 54 | Steve Hislop         | Ducati   | 4    |
|    | Mauro Mastrelli      | Yamaha   | 4    |
|    | Jean-Yves Mounier    | Yamaha   | 4    |
|    | Katsuyoshi Takahashi | Yamaha   | 4    |
| 58 | Thierry Rogier       | Ducati   | 3,5  |
| 59 | Trevor Jordan        | Kawasaki | 3    |
|    | Philippe Mouchet     | Ducati   | 3    |

|    | Masao Nakata        | Yamaha   | 3 |
|    | Michael Rutter      | Kawasaki | 3 |
|    | Ken Watson          | Kawasaki | 3 |
| 64 | Michel Graziano     | Suzuki   | 2 |
|    | Cletus Adi Haslam   | Kawasaki | 2 |
|    | Masato Mogi         | Kawasaki | 2 |
|    | Mile Pajic          | Kawasaki | 2 |
|    | Ray Stringer        | Kawasaki | 2 |
|    | Rolf Valderhaug     | Yamaha   | 2 |
| 70 | Hugues Blanc        | Kawasaki | 1 |
|    | Beni Metzger        | Yamaha   | 1 |
|    | Telmo Pereira       | Suzuki   | 1 |
|    | Christian Rebuttini | Ducati   | 1 |
|    | Hideo Senmyo        | Honda    | 1 |

## Konstrukteurswertung
| 1 | Ducati   | 480 |
| 2 | Kawasaki | 441 |
| 3 | Yamaha   | 343 |
| 4 | Honda    | 59  |
| 5 | Suzuki   | 23  |